# Innovationskommunikation
Als Innovationskommunikation bezeichnet man Kommunikationsprozesse im Public-Relations-Sinne in und von Unternehmen und anderen Organisationen, die die Entwicklung neuer Produkte, Dienstleistungen, Technologien, Prozesse, Konzepte und Ideen (Innovationen) unterstützen oder diese Innovationen intern und extern vermitteln. Dabei geht es vornehmlich um die Innovation selbst. Vielfach soll aber auch die dahinter stehende Organisation als Innovator positioniert werden.
Die Innovationskommunikation gewinnt durch die steigende Relevanz von Innovationen für Wirtschaft und Gesellschaft zunehmend an Bedeutung. In der Forschung wird sie seit 2004 intensiv diskutiert. Seitdem sind auch in der und Beratung – ungeachtet operativer Erfahrungen, die es schon lange vorher gab – verstärkte Bemühungen um eine strategisch geplante Innovationskommunikation zu beobachten. Die erste umfassende Studie zur Verzahnung von Kommunikation und Innovationsmanagement in Deutschland wurde 2008 von der Universität Leipzig und Fink & Fuchs Public Relations vorgelegt. Sie zeigt, dass der Entwicklungsstand in deutschen Unternehmen bis heute auf sehr unterschiedlichem Niveau ist. Als spezifische Ausprägung der Unternehmenskommunikation weist die Innovationskommunikation sowohl Bezüge zum Kommunikationsmanagement als auch zum Innovationsmanagement auf.

## Begriffsdefinition
Innovationskommunikation im engeren Sinn umfasst die Vermittlung komplexer Neuerungen in einfache, verständliche Botschaften, beispielsweise durch sprachliche und visuelle Übersetzung sowie durch Anwendung von Storytelling, Framing und Campaigning. Dabei lassen sich mehrere Ebenen unterscheiden: die Mikroebene der Erklärung und Interpretation von Innovationen zwischen einzelnen Personen, insbesondere Führungskräften und Mitarbeitern; die Mesoebene der innovationsbezogenen Kommunikationsprozesse einer Organisation und die Makroebene der Kommunikation über Innovationen in der Gesellschaft. Dabei spielen die Massenmedien und die komplementäre Funktion des Innovationsjournalismus im Sinne einer 360-Grad-Berichterstattung über ökonomische, technische und soziale Aspekte von Neuerungen eine zentrale Rolle.
In einer umfassenderen Perspektive versteht man unter Innovationskommunikation die Einbindung der Kommunikation in allen Phasen des Innovationsmanagements. Es geht dann nicht nur um die Vermittlung von Innovationen, sondern vor allem auch um die Etablierung kommunikativer Plattformen, durch die die Sichtweisen von Mitarbeitern, Kunden, Multiplikatoren etc. in Innovationsprozesse eingebracht werden. Im Zeitalter der Open Innovation erhofft man sich davon inhaltliche Impulse; vor allem aber können so auch frühzeitig gesellschaftlich anschlussfähige Interpretationsmuster z. B. für neue Technologien entwickelt werden.
Als Ziele der Innovationskommunikation werden genannt: 1) Stärkung der internen Innovationsfähigkeit, 2) Aufbau innovationsrelevanter Austauschbeziehungen zum Unternehmensumfeld, 3) vorbereitendes Agenda-Setting und Anschlussfähigkeit, 4) Einführung und Durchsetzung einzelner Innovationen, 5) Positionierung als innovatives Unternehmen, 6) Mitgestaltung des gesellschaftlichen Innovationsklimas.
Eine Abgrenzung zu ähnlichen Konzepten lässt sich wie folgt vornehmen: Das Innovationsmarketing fokussiert auf neue Leistungen gegenüber Absatzmärkten und insofern auf spezielle Bezugsgruppen, zudem wird dort die Kommunikation nicht vertieft diskutiert. Der Innovationsjournalismus befasst sich mit der Berichterstattung über Innovationen und nimmt insofern eine externe Perspektive ein. Die Wissenschafts- und Forschungskommunikation diskutiert vor allem die externe Vermittlung komplexer Inhalte und bietet auf der operativen Ebene viele Anschlusspunkte, beschränkt sich jedoch nicht auf Innovationen und bildet auch keine Bezüge zum Innovationsmanagement ab. Im Unterschied zur Technologiekommunikation thematisiert die Innovationskommunikation auch soziale und ökonomische Innovationen, die auf veränderten Weltbildern und Geschäftsmodellen beruhen und in der Informationsgesellschaft an Bedeutung gewinnen.